# أنطوان تومسون (سياسي)
أنطوان تومسون هو سياسي أمريكي، ولد في 1 مارس 1970 في بوفالو في الولايات المتحدة. نشط حزبياً في الحزب الديمقراطي. وقد انتخب عضو مجلس ولاية نيويورك ‏.